# Jame Jungang
Jame Jungang (kitajsko 云冈石窟, pinjin Yúngāng shíkū), v preteklosti znane kot Jame Vudžovšan (kitajsko 武州山 / 武周山, pinjin Wǔzhōushān), so starodavne kitajske budistične tempeljske jame, zgrajene med dinastijo Severni Vej blizu mesta Datong, takrat imenovanega Pingčeng, v provinci Šanši. Jame so odlični primeri v skalo vklesane arhitekture in eno od treh najbolj znanih najdišč starodavnih budističnih kipov na Kitajskem. Drugi najdišči sta v Longmenu in Mogau. 
Jame Jungang se nahajajo približno 16 km zahodno od mesta Datong, v dolini reke Ši Li ob vznožju gorovja Vudžov Šan. So izjemen primer kitajskih kamnoseških rezbarij iz 5. in 6. stoletja. V kompleksu je 53 večjih jam s skupaj 51.000 nišami, v katerih je enako število kipov Bude. Ob njih je okoli 1100 manjših jam. Na vrhu pečine z jamami je utrdba iz obdobja dinastije Ming.
Jame so izkopane v južni steni pečine iz peščenjaka, dolge približno 800 metrov in visoke od 9 do 18 metrov. Leta 2001 so bile uvrščene na Unescov seznam svetovne dediščine. Unesco meni, da so jame Jungang 
"mojstrovina zgodnje kitajske budistične jamske umetnosti ... [in] ... predstavljajo uspešno zlitje budistične religiozne simbolične umetnosti iz južne in srednje Azije s kitajskimi kulturnimi tradicijami, začenši v 5. stoletju n. št. pod cesarskim pokroviteljstvom."
Kitajska nacionalna uprava za turizem je jame uvrstila med slikovito območje kategorije AAAAA.

## Zgodovina
Po zatonu dinastije Zahodni Džin so severni deli Kitajske prišli pod oblast Severnega Veja, kjer je vladal klan Tuoba. Klan je za svojo prestolnico izbral mesto Pingčeng (平城), danes znano kot Datong (大同). Severni Vej je zgodaj sprejel budizem za svojo državno vero. Budizem je tja prišel po severni svilni cesti, dolgi približno 2600 kilometrov, ki je povezovala starodavno kitajsko prestolnico Šjan na vzhodu preko prelaza Vušao Ling in Kašgarja s starodavno Partijo na zahodu.
Prvo obdobje klesanja kipov je trajalo do leta 465 n. št. Jame iz tega obdobje so zdaj označene s številkami 16–20. Okoli leta 471 n. št. se je začela druga faza, ki je trajala do leta 494 n. št. V tem času so bile s podporo cesarskega dvora izklesane dvojne jame 5/6, 7/8 in 9/10 ter jame 11, 12 in verjetno 13. Cesarsko pokroviteljstvo se je končalo leta 494 našega štetja s selitvijo dvora Veja v novo prestolnico Luojang. Vse druge jame so nastale pod zasebnim pokroviteljstvom v tretjem gradbenem obdobju, ki je trajalo do leta 525, ko se je gradnja zaradi uporov na tem območju dokončno ustavila. 

### Propadanje in ohranjanje
Kipi z peščenjaka so od samega začetka izpostavljeni močnim vremenskim vplivom. Številne jame so zelo odprte in zato občutljive na vreme in onesnaženja. Starodavne kipe ogrožajo pesek, ki ga prinaša veter, onesnažen zrak iz industrijskega mesta Datong ter prah iz bližnjih rudnikov in cest. Jame so v bližini puščave Gobi, zato tudi puščavske nevihte prispevajo svoj delež. Nekaj poskusov ohranitve jam in popravljanja škode je bilo storjenih že v prvih stoletjih po njihovem dokončanju. V času dinastije Liao so nekaj kipov prenovili in med letoma 1049 in 1060 zgradili "10 templjev Junganga", namenjenih zaščiti glavnih jam. Templji so bili kakšnih 60 let pozneje uničeni v požaru. Ohranjene lesene zgradbe pred jamama 5 in 6 so bile zgrajene leta 1621 v času zgodnje dinastije Čing. Po letu 1950 so bile razpoke v peščenjaku zapolnjene z vbrizgavanjem polnil. Za zmanjšanje vremenskih vplivov zaradi peščenih neviht ji bila okolica jam pogozdena. Med kulturno revolucijo je Rdeča garda poškodovala številne rezbarije. Sledovi nabojev so ponekod še vidni. Aprila in maja 1991 je osebje Caltecha izvajalo merjenja onesnaževal zraka v jamah Jungang. Ugotovljeno je bilo, da skoraj vse trdne delce v zraku tvorijo mineralni prah in delci ogljika, kar je omogočilo osredotočanje pozornosti na vire teh vrst snovi.

## Jama 6
Jama 6 je eno od najbogatejših najdišč Juganga. Zgradil jo je cesar Šjao Ven med letoma 465 in 494 n. št. Ploščina jame meri približno 1000 kvadratnih metrov. Celotna notranjost jame je izrezljana in poslikana. V središču jame je stupa, ki sega od tal do stropa. Stene so razdeljene na dve etaži. Stene zgornjih nadstropij krasijo rezbarije stoječih Bud, Bodisatev in menihov, umeščenih med druge nebesne podobe. Vse rezbarije so bile prvotno poslikane. Ker so bile jame do dvanajstkrat prebarvane, je določitev prvotne poslikave težavna. 

## Galerija
- Vrh lesenega stebra (dougong) v zgradbi, ki ščiti jame pred propadanjem
- Budistična poslikava
- Kamniti dougong v Jami 9
- Eden od večjih kipov
- Jama 12, druga faza (po letu 650)
- Jama 12, druga faza (po letu 465)
- Jama 20